# Fualopa
Fualopa é um ilhéu do atol de Funafuti, do país de Tuvalu. É parte da Área de Conservação Marinha de Funafuti (Funafuti Marine Conservation Area) com uma colônia de criação de Anous minutus.